# 艾倫·希德雷斯
艾倫·凱瑟琳·希德雷斯（英語：Ellen Catherine Hildreth）是衛斯理學院的計算機科學教授，主要研究領域為視覺感知及計算機視覺。因與大衛·馬爾共同發明馬爾-希德雷斯算法而知名。
希德雷斯畢業於麻省理工學院。於1977年獲得數學理學學士學位，1980年獲得電子工程和計算機科學系（EECS）的理學碩士學位，1983年獲得EECS的博士學位。她的論文《視覺運動的測量》（The Measurement of Visual Motion）曾獲得美國計算機協會的榮譽獎。
希德雷斯是人工智能促進協會及電機電子工程師學會會士。
希德雷斯與丈夫西蒙·烏爾曼育有兩子。